# Équipe du Brésil masculine de basket-ball
Cet article traite de l'équipe masculine. Pour l'équipe féminine, voir Équipe du Brésil féminine de basket-ball.
Maillots
L'équipe du Brésil de basket-ball est la sélection des meilleurs joueurs brésiliens de basket-ball. Elle est placée sous l'égide de la Confédération brésilienne de basket-ball ("Confederação Brasileira de Basketball").
Formée en 1922, l'équipe du Brésil a été sacrée deux fois championne du monde, en 1959 et 1963. Par ailleurs, elle a remporté trois fois le championnat des Amériques (1984, 2005 et 2009) et glané trois médailles de bronze olympiques (1948, 1960, 1964).

## Résultats dans les grandes compétitions
| Jeux olympiques      | Championnat du monde | Championnats des Amériques | Jeux panaméricains |
| -------------------- | -------------------- | -------------------------- | ------------------ |
| 1936 : 9e            | -                    | -                          | -                  |
| 1948 : 3e            | 1950 : 4e            | 1980 : 4e                  | 1951 : 3e          |
| 1952 : 6e            | 1954 : 2e            | 1984 : 1re                 | 1955 : 3e          |
| 1956 : 6e            | 1959 : 1re           | 1988 : 1re                 | 1959 : 3e          |
| 1960 : 3e            | 1963 : 1re           | 1989 : 3e                  | 1963 : 2e          |
| 1964 : 3e            | 1967 : 3e            | 1992 : 3e                  | 1967 : 7e          |
| 1968 : 4e            | 1970 : 2e            | 1993 : 4e                  | 1971 : 1re         |
| 1972 : 7e            | 1974 : 6e            | 1995 : 3e                  | 1975 : 3e          |
| 1976 : non qualifié  | 1978 : 3e            | 1997 : 3e                  | 1979 : 3e          |
| 1980 : 5e            | 1982 : 8e            | 1999 : 6e                  | 1983 : 2e          |
| 1984 : 9e            | 1986 : 4e            | 2001 : 2e                  | 1987 : 1re         |
| 1988 : 5e            | 1990 : 5e            | 2003 : 7e                  | 1991 : 5e          |
| 1992 : 5e            | 1994 : 11e           | 2005 : 1re                 | 1995 : 3e          |
| 1996 : 6e            | 1998 : 10e           | 2007 : 4e                  | 1999 : 1re         |
| 2000 : non qualifiée | 2002 : 8e            | 2009 : 1re                 | 2003 : 1re         |
| 2004 : non qualifié  | 2006 : 19e           | 2011 : 2e                  | 2007 : 1re         |
| 2008 : non qualifié  | 2010 : 9e            | 2013 : 9e                  | 2011 : 5e          |
| 2012 : 5e            | 2014 : 6e            | 2015 : 9e                  | 2015 :             |
| 2016 : 9e            | 2019 : 13e           | 2017 : 10e                 | 2019 : -           |
| 2020 : non qualifié  | 2023 : 13e           | 2022 : 2e                  | 2023 : -           |
| 2024 : 7e            |                      |                            |                    |

## Équipe actuelle (2019)
Effectif lors de la Coupe du monde de la FIBA 2019.
| Numéro | Joueur                 | Poste | Naissance         | Taille | Club 2018-2019            |
| ------ | ---------------------- | ----- | ----------------- | ------ | ------------------------- |
| 2      | Yago Mateus dos Santos | 1     | 9 mars 1999       | 1,78 m | Club Athletico Paulistano |
| 5      | Rafa Luz               | 1     | 11 février 1992   | 1,85 m | Saski Baskonia            |
| 6      | Cristiano Felício      | 5     | 7 juillet 1992    | 2,06 m | Bulls de Chicago          |
| 8      | Vítor Benite           | 2     | 20 février 1990   | 1,90 m | San Pablo Burgos          |
| 9      | Marcelinho Huertas     | 1/2   | 25 mai 1983       | 1,90 m | Iberostar Tenerife        |
| 10     | Alex Garcia            | 2     | 4 mars 1980       | 1,89 m | Bauru Basket              |
| 11     | Anderson Varejão       | 5     | 28 septembre 1982 | 2,07 m | Flamengo Basketball       |
| 14     | Marquinhos Sousa       | 3     | 31 mai 1984       | 2,07 m | Flamengo Basketball       |
| 19     | Leandro Barbosa        | 2     | 28 novembre 1982  | 1,91 m | Minas Tênis Clube         |
| 23     | Augusto Lima           | 4/5   | 17 septembre 1991 | 2,06 m | San Pablo Burgos          |
| 24     | Marcos Louzada Silva   | 2/3   | 2 juillet 1999    | 1,95 m | Franca São Paulo          |
| 50     | Bruno Caboclo          | 3/4   | 21 septembre 1995 | 2,02 m | CSP Limoges               |

## Joueurs marquants

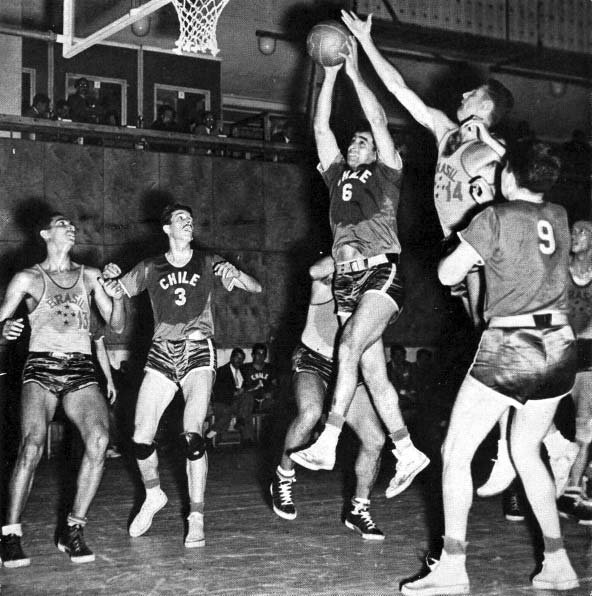
Contre le Chili aux Jeux olympiques d'Helsinki

- Marcelinho Machado
- João Paulo Batista
- Oscar Schmidt
- Tiago Splitter
- Anderson Varejão
- Leandro Barbosa